# Beaver Creek (Montana)
Beaver Creek é uma Região censo-designada localizada no estado americano de Montana, no Condado de Hill.

## Demografia
Segundo o censo americano de 2000, a sua população era de 291 habitantes.

## Geografia
De acordo com o United States Census Bureau tem uma área de 
11,8 km², dos quais 11,8 km² cobertos por terra e 0,0 km² cobertos por água.

## Localidades na vizinhança
O diagrama seguinte representa as localidades num raio de 12 km ao redor de Beaver Creek. 